# Klasztor w Windbergu
Klasztor w Windbergu (niem. Kloster Windberg) – opactwo norbertanów znajdujące się w bawarskiej gminie Windberg.

## Historia
Pierwotnie w tym miejscu znajdował się zamek hrabiów Windberg-Boge. W 1140 warownię przekształcono w klasztor, zakonników sprowadzono z opactwa Prémontré w północnej Francji. W 1146 placówkę wyniesiono do godności opactwa. Pierwszy opat, Gebhard, założył tutaj skryptorium. Wiele ze stworzonych w Windbergu rękopisów przechowywanych jest obecnie w Bawarskiej Bibliotece Państwowej w Monachium. W 1230 ukończono budowę kościoła klasztornego.
W 1504 kompleks poważnie ucierpiał podczas wojny o sukcesję w Landshut, a w 1633 został splądrowany przez Szwedów podczas wojny trzydziestoletniej, po czym został odbudowany z inicjatywy opata Michaela Fuchsa. Na początku XVIII obiekt przebudowano na rozkaz opata Augustinusa Schmidbauera, nadając mu cechy barokowe. Prac jednak nie ukończono w całości z powodu problemów finansowych. Następca Schmidbauera, Bernhard Strelin, udekorował stiukiem bibliotekę, wyremontował także podległe klasztorowi kościoły w Sossau, Gaishausen i Sankt Englmar. 
W 1803 dokonano kasaty klasztoru. Majątek opactwa sprzedano, zakonników przeniesiono do innych placówek a wchodzący w skład klasztoru średniowieczny kościół św. Błażeja rozebrano. 
W 1923 klasztor został wykupiony przez opactwo norbertanów w Bernie, rozpoczęło renowację kompleksu. W 1970 powstało centrum młodzieżowe, a w 1995 obiekt gruntownie wyremontowano.
W 2018 roku na terenie klasztoru mieszkało 15 braci.

## Galeria

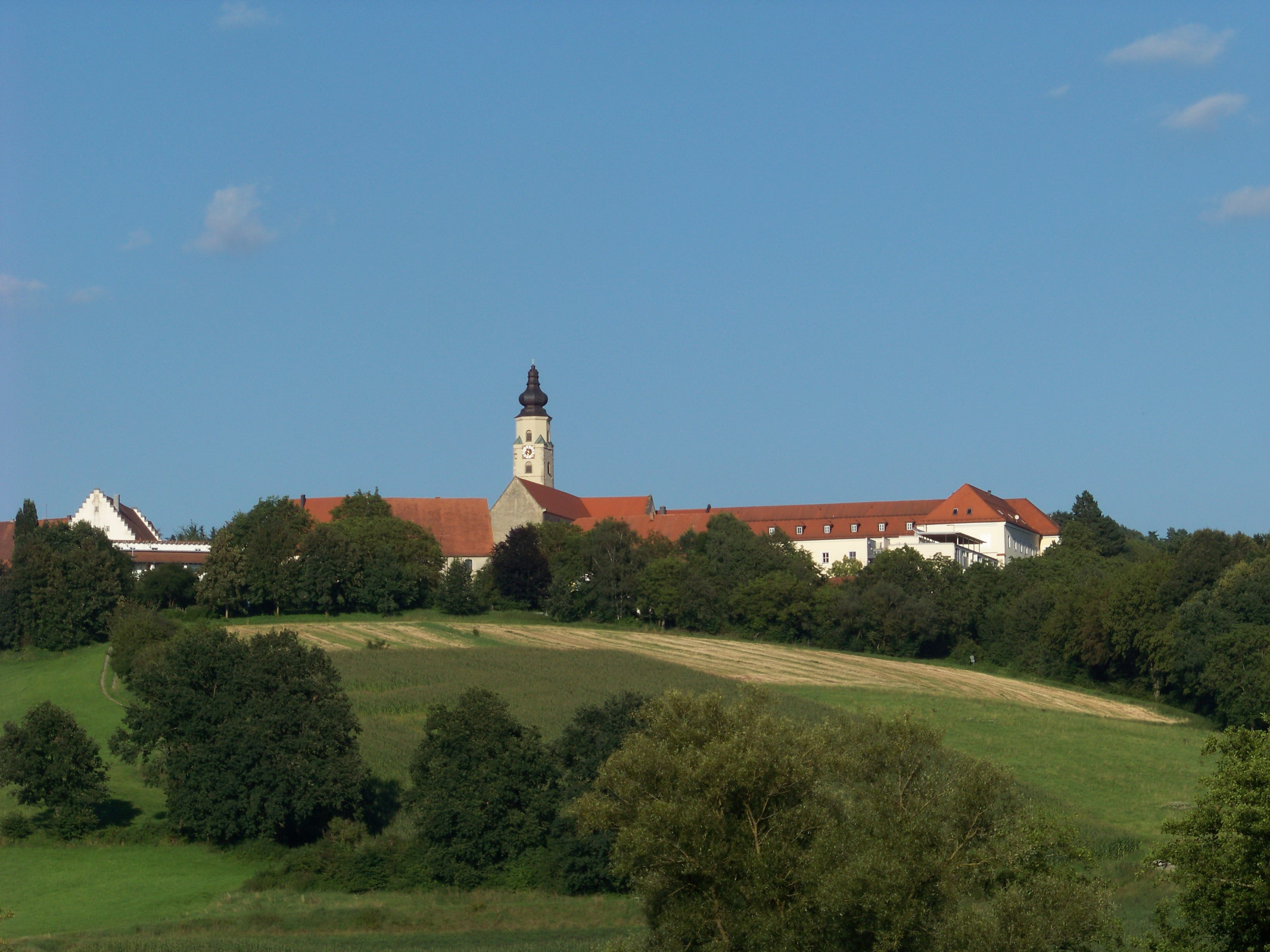
Widok z zachodu na kompleks
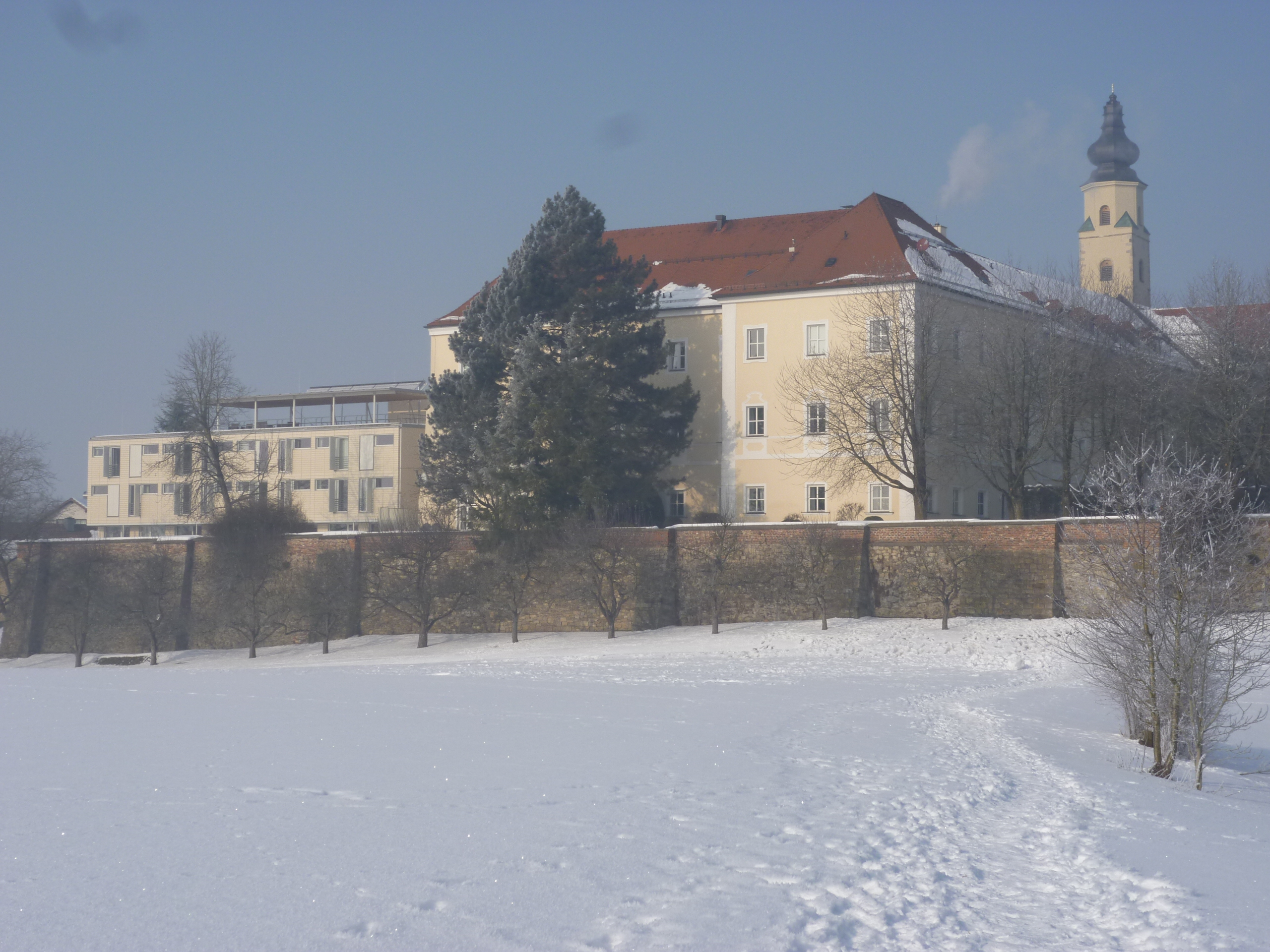
Widok z południa
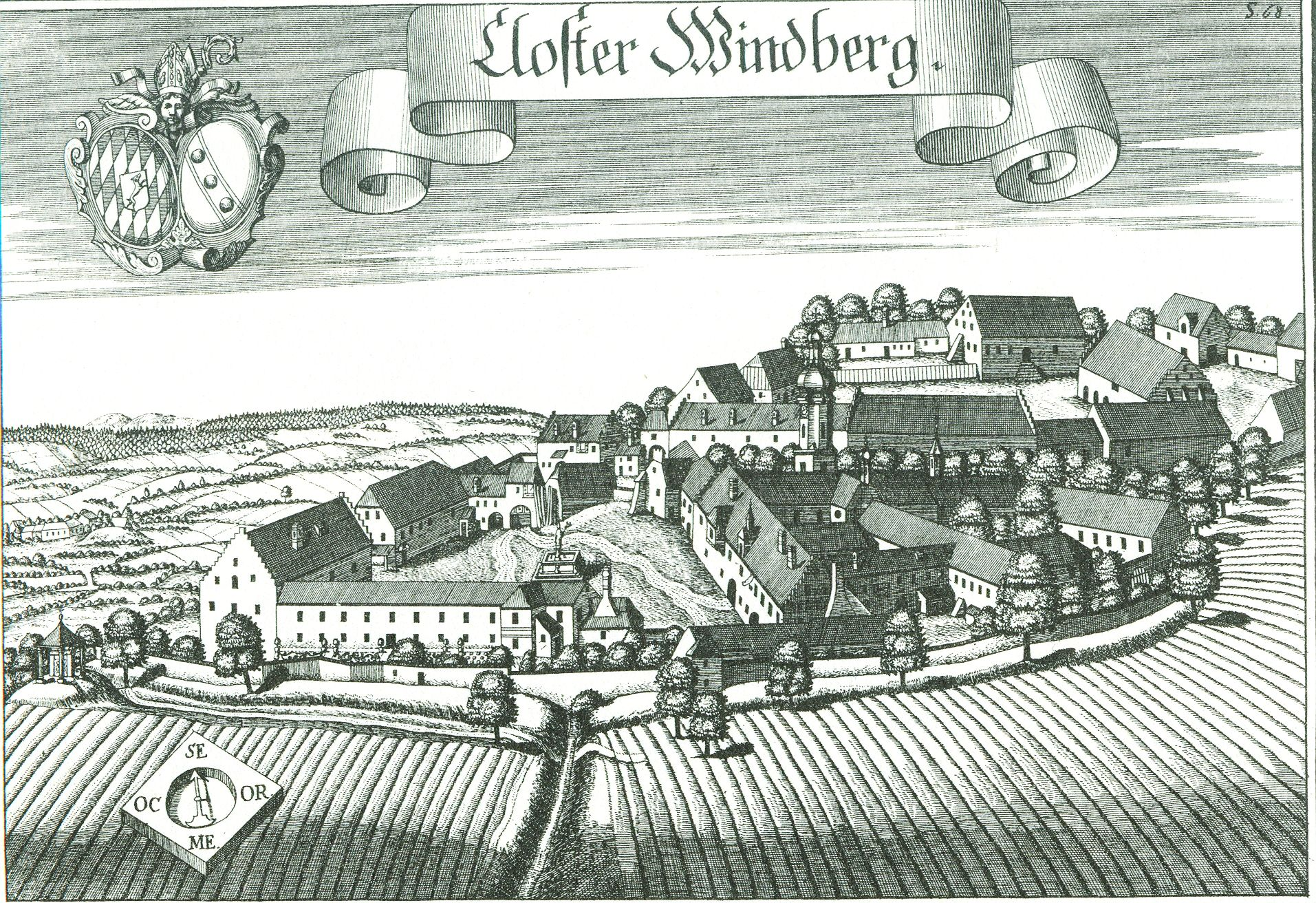
Klasztor w 1721
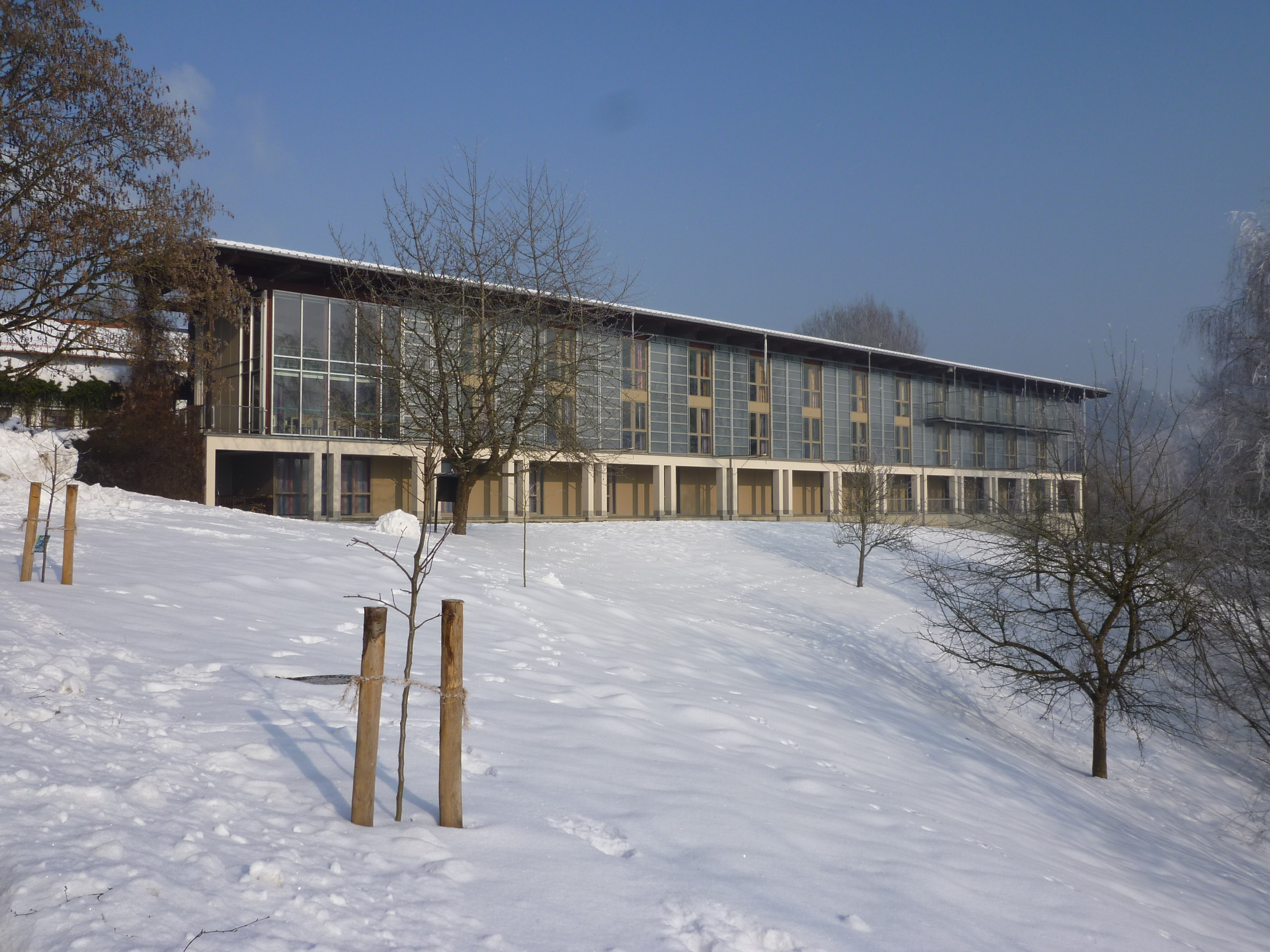
Centrum młodzieżowe
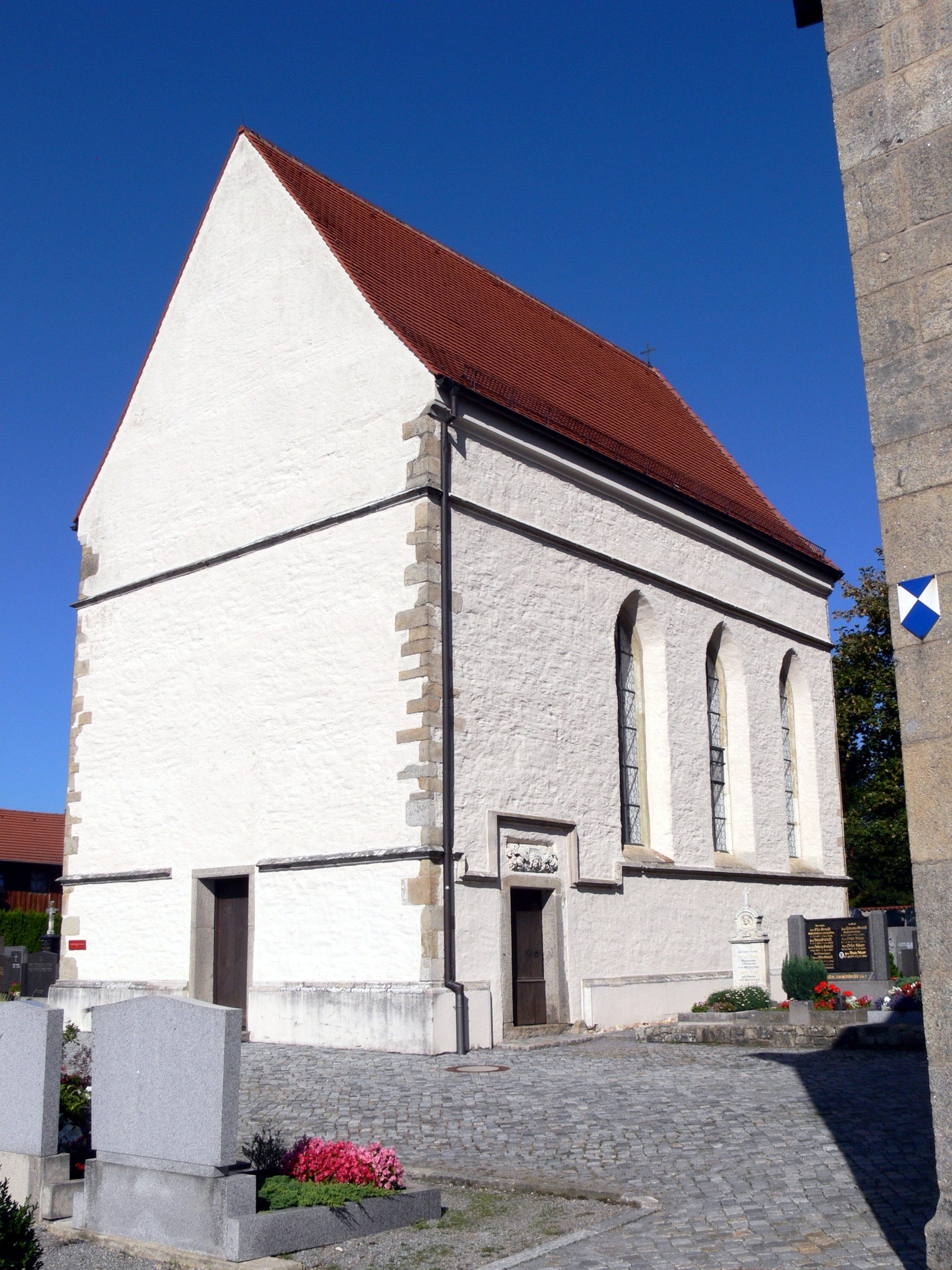
Kaplica na cmentarzu

### Kościół Wniebowzięcia NMP

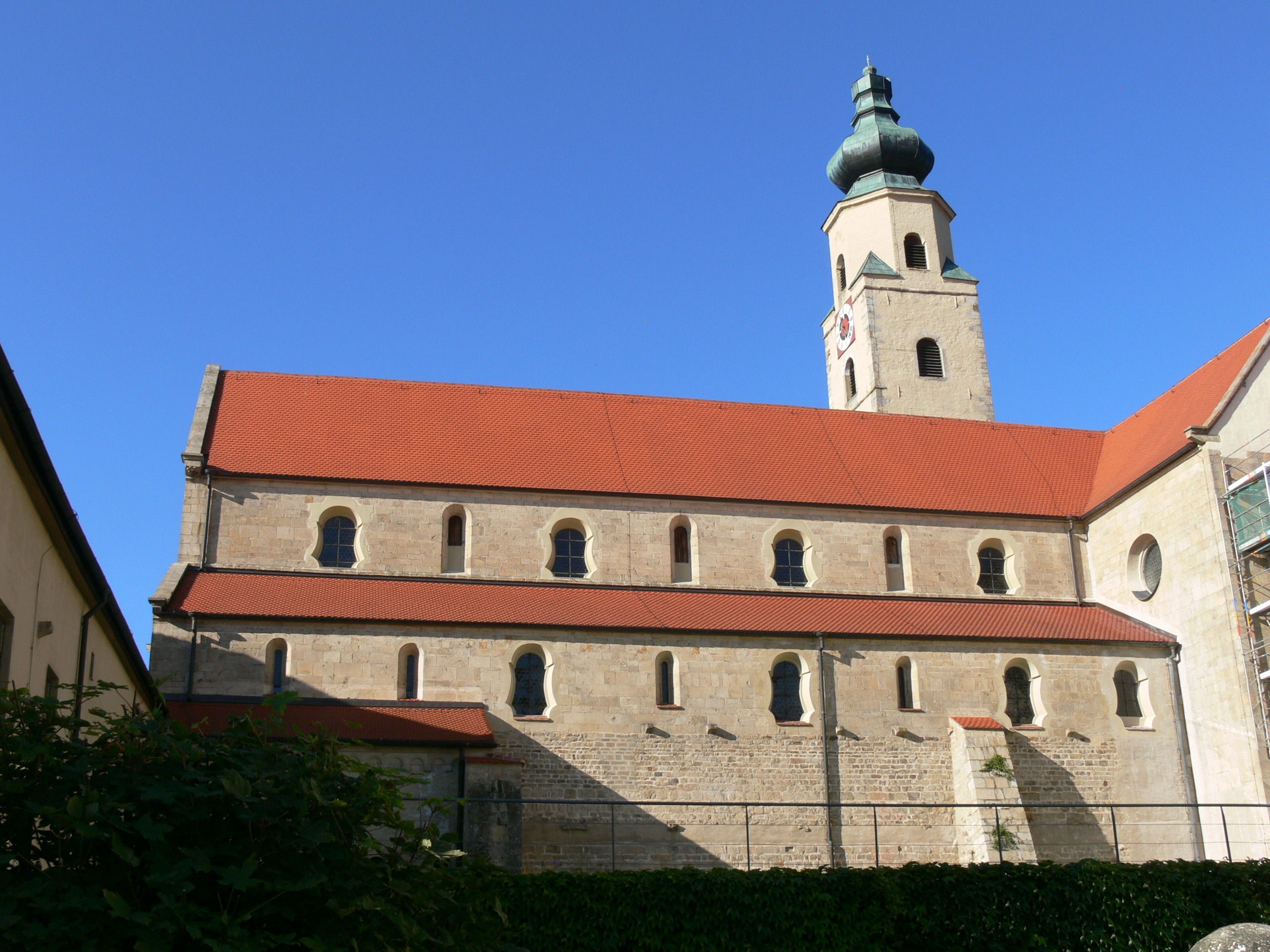
Widok na kościół z dziedzińca klasztornego
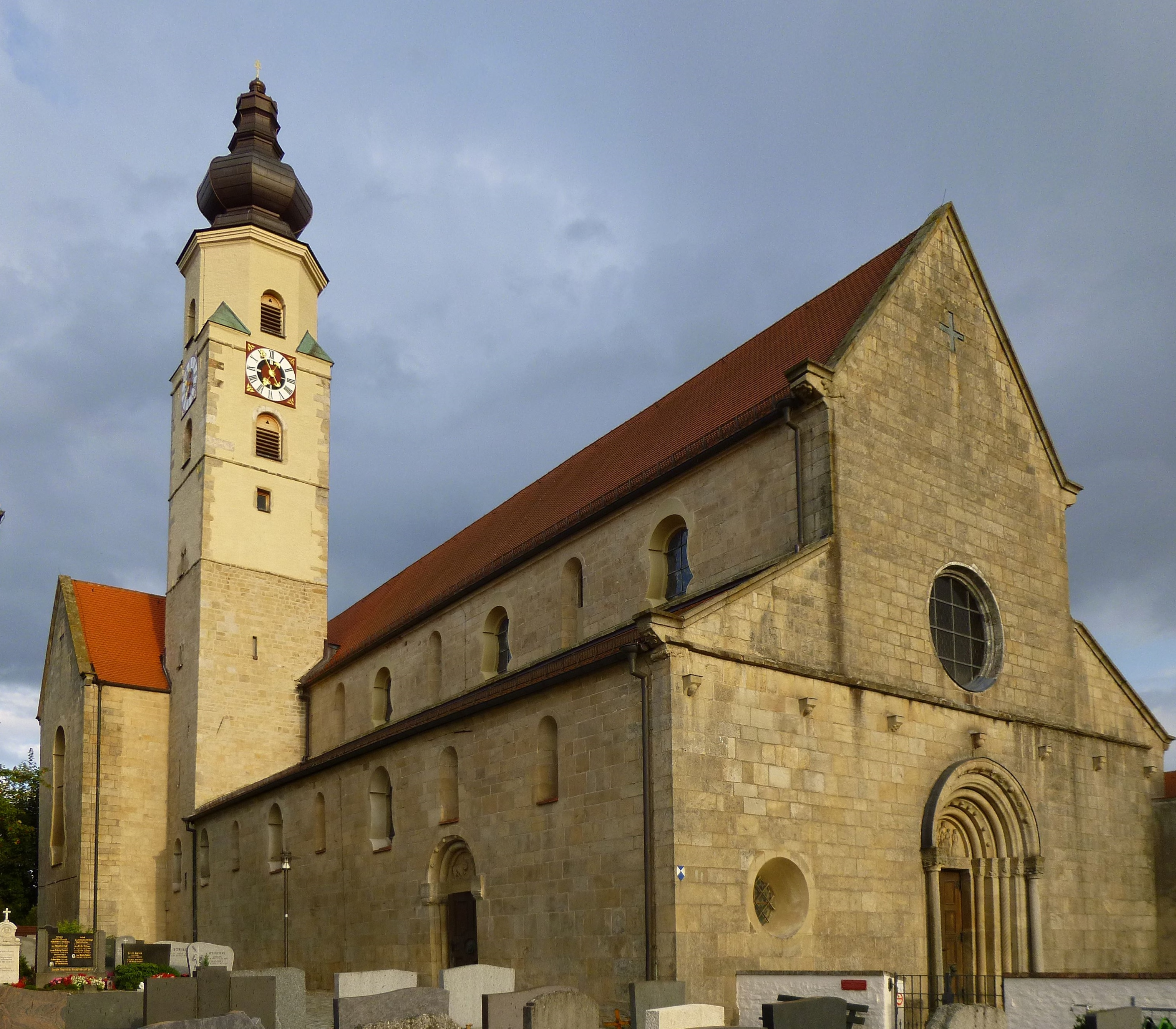
Widok z północnego zachodu
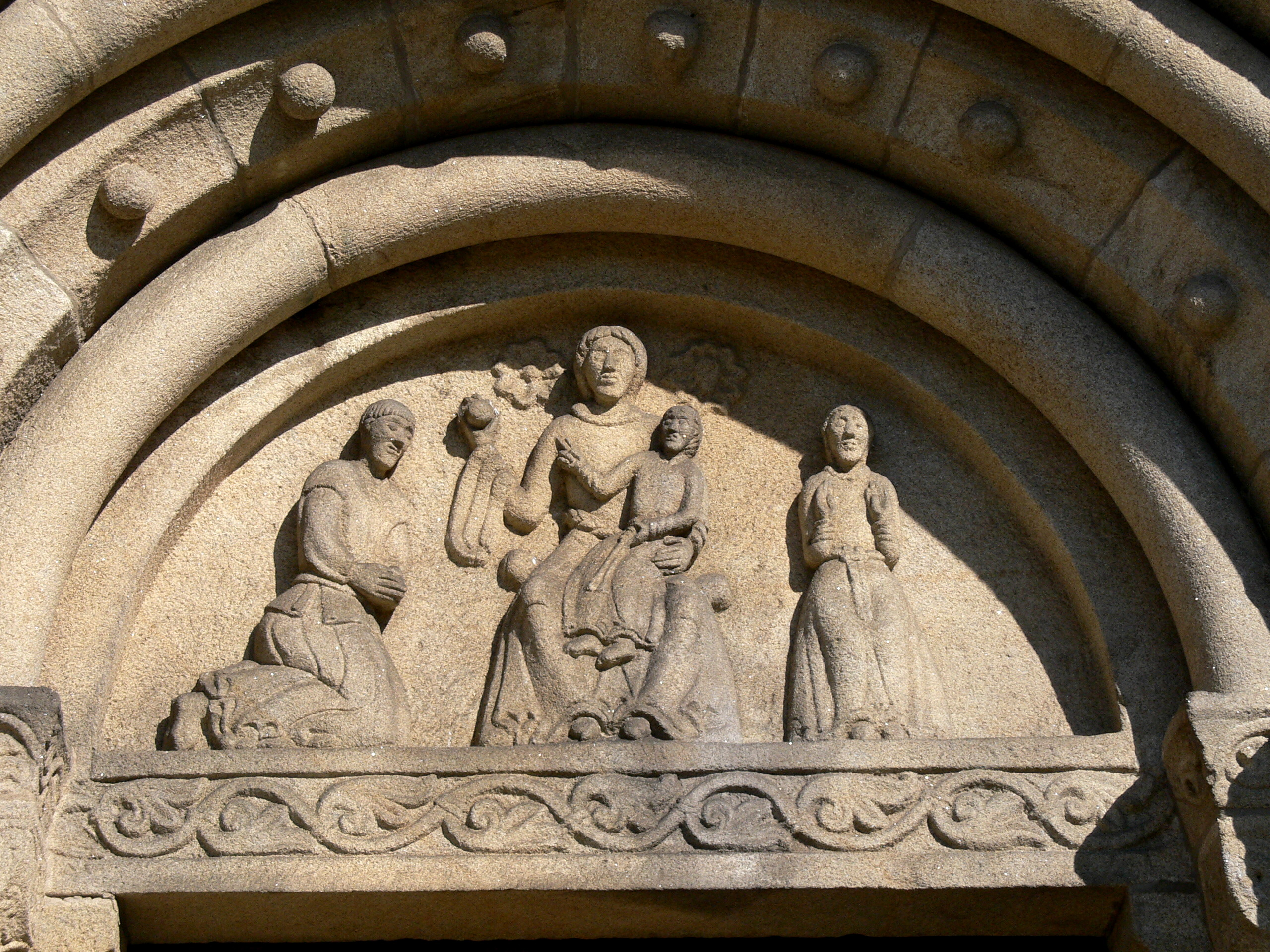
Tympanon portalu głównego
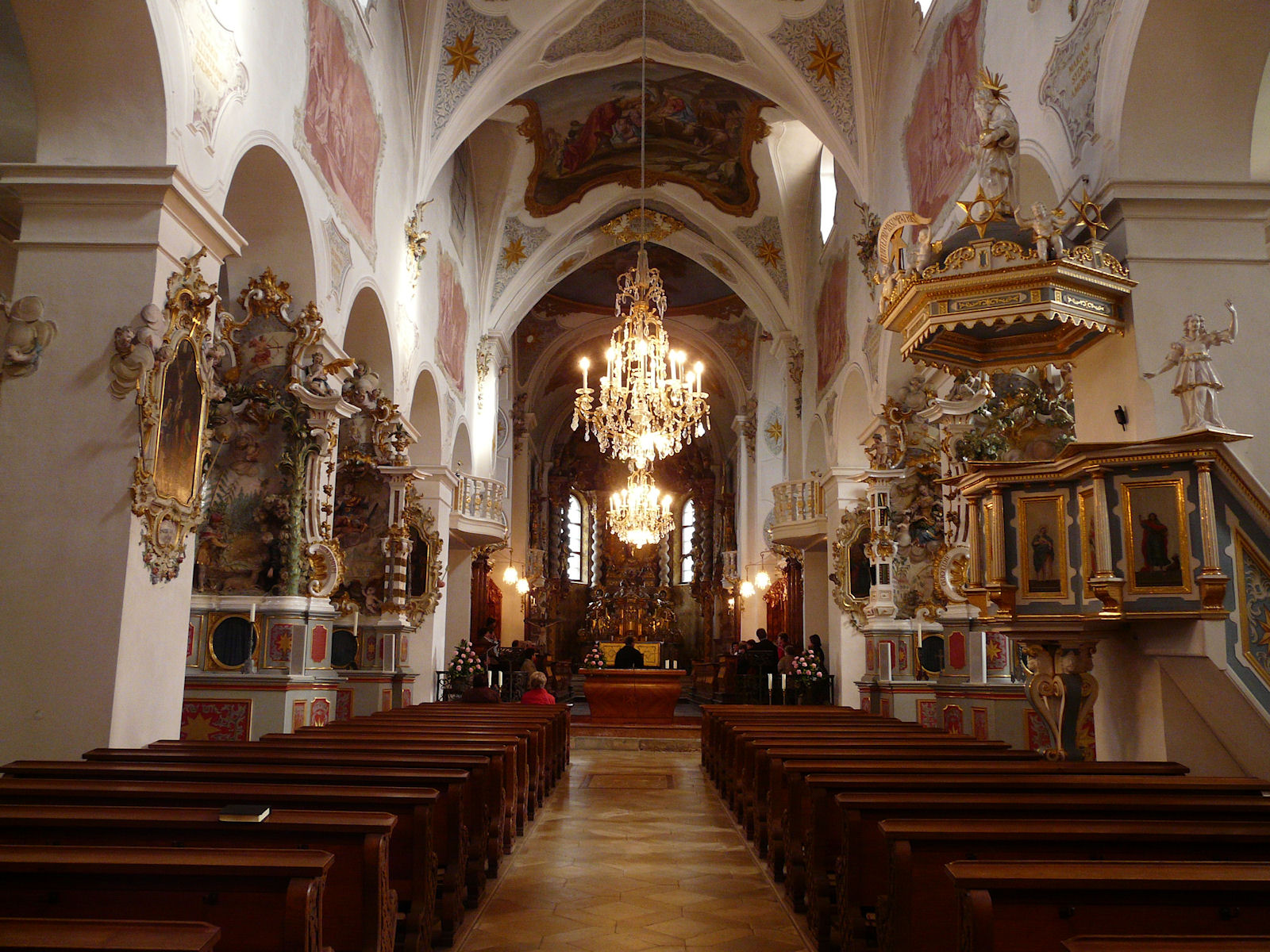
Wnętrze
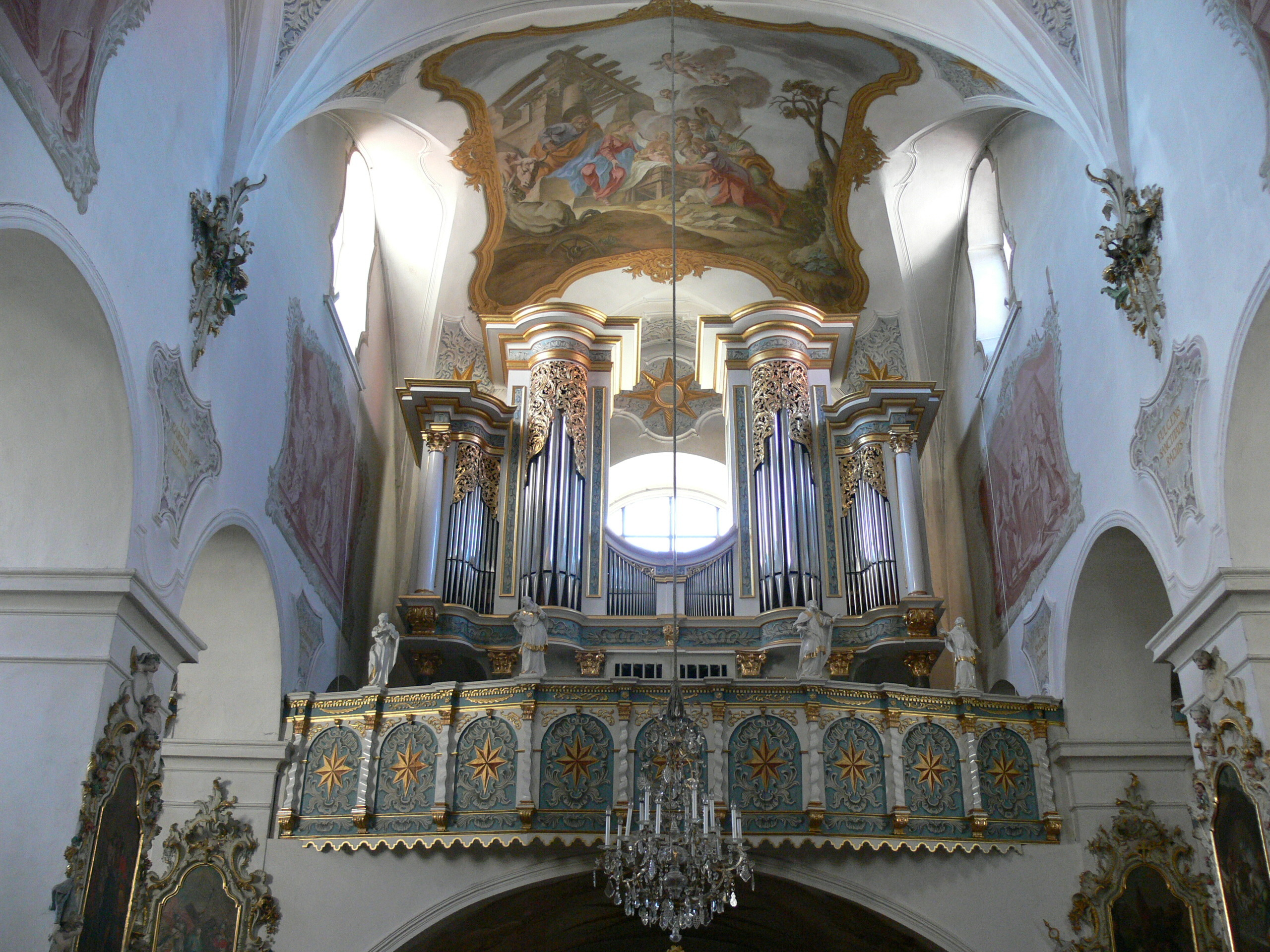
Organy